# Колехмайнен, Ээро
Ээро Колехмайнен (фин. Eero Kolehmainen; 24 марта 1918, Миккели — 7 декабря 2013, там же) — финский лыжник, серебряный призёр Олимпийских игр 1952 года. Специализировался в гонках на 50 км.

## Карьера
На Олимпийских играх 1952 года в Осло, завоевал серебро в гонке на 50 км, почти 5 минут проиграв своему партнёру по команде Вейкко Хакулинену и лишь 17 секунд выиграв у норвежца Магнара Эстенстада. В остальных гонках олимпийского турнира участия не принимал.
На Олимпийских играх 1956 года в Кортина-д’Ампеццо, вновь стартовал лишь в гонке на 50 км, и занял в ней 4-е место, почти 3 минуты уступив в борьбе за 3-е место советскому лыжнику Фёдору Терентьеву.
За свою карьеру принимал участие в двух чемпионатах мира, как и на Олимпиадах стартуя в них только в гонках на 50 км, но медалей не завоёвывал, став 11-м на чемпионате 1954 года и 5-м на чемпионате 1958 года.
На чемпионатах Финляндии побеждал 1 раз, в 1959 году в гонке на 50 км.
Во время и после завершения спортивной карьеры работал в сфере сельского хозяйства.
Умер 7 декабря 2013 года в доме престарелых в городе Миккели в возрасте 95 лет.